# Jubang
Jubang is een bestuurslaag in het regentschap Brebes van de provincie Midden-Java, Indonesië. Jubang telt 3420 inwoners (volkstelling 2010).